# Korfball ai Giochi olimpici
Il torneo olimpico di korfball si è svolto come evento dimostrativo ai Giochi di  Anversa 1920 e Amsterdam 1928.

## Anversa 1920
Dopo varie difficoltà, con l'impulso della Nederlandse Korfbal Bond e del barone Frits van Tuyll van Serooskerken, una partita dimostrativa di korfball si svolse il 22 agosto 1920 allo Stadio Olimpico di Anversa. Si affrontarono una rappresentativa di Amsterdam e una dei Paesi Bassi meridionali; quest'ultima vinse 2-0. L'arbitro era Repko.
| Pos | Squadra                 | Formazione |
| --- | ----------------------- | --- |
|     | Paesi Bassi meridionali | donne: J. Schilthuizen, T. Buy, J. Christiansen, N. van Noort, S. Ballego, F. Dekker; uomini: F. A. van Zimmeren, A. Ouwerkerk, N. Ragut, G. de Mey, K. Nieuwenhuizen, H. van der Reyden, H. J. Popp (riserva)    |
|     | Amsterdam               | donne: F. Jansen, A. van Beek, E. Teunisse, W. Stiens, T. Donker, M. Gregorius, T. Abeling (riserva); uomini: H. W. Vliegen, N. Ouwehand, J. Brinck, L. Brinck, J. de Nie, G. Sieverts, L. van Koesveld (riserva) |

## Amsterdam 1928
Una seconda e ultima dimostrazione vi fu ai Giochi di Amsterdam 1928 il 6 agosto.
| Pos | Squadra                     | Formazione |
| --- | --------------------------- | --- |
|     | Paesi Bassi (Rosso-bianchi) | G. de Mey, C. Wedemeyer, Mw. G. Voordenberg, Mw. M. 't Hart, L. Looy, G. Storm, Mw. M. Klamer, Mw. M. Trupp, B. Dorsman, J. van der Geest, Mw. A. Vaandrager, Mw. D. Richel |
|     | Paesi Bassi (Rosso-neri)    | H. Gerding, H. Venema, Mw. F. Hendriksen, Mw. L. Wagenvoort, A. Madsen, K. Gruys, Mw. A. Krelage, Mw. J. de Koning, E. Eggink, A. Hendriksen, Mw. M. Klijn, Mw. C. Cohen    |